# Javi Alonso
Javier Alonso Bello, detto Javi (Santa Cruz de Tenerife, 1º agosto 1998), è un calciatore spagnolo, centrocampista del Tenerife.

## Carriera
Cresciuto nel settore giovanile del Tenerife, debutta in prima squadra il 17 novembre 2018, in occasione dell'incontro di Segunda División perso per 2-0 contro l'Osasuna. Tra il 2018 ed il 2020 gioca inoltre regolarmente anche con la squadra riserve del club spagnolo. Il 17 febbraio 2021 prolunga il suo contratto fino al 2025. Nel mese di luglio rimedia un infortunio al ginocchio, che lo costringe a restare fuori per sei mesi.

## Statistiche

### Presenze e reti nei club
Statistiche aggiornate al 30 aprile 2023.
| Stagione        | Squadra         | Campionato      | Campionato | Campionato | Coppe nazionali | Coppe nazionali | Coppe nazionali | Coppe continentali | Coppe continentali | Coppe continentali | Altre coppe | Altre coppe | Altre coppe | Totale | Totale |
| Stagione        | Squadra         | Comp            | Pres       | Reti       | Comp            | Pres            | Reti            | Comp               | Pres               | Reti               | Comp        | Pres        | Reti        | Pres   | Reti   |
| --------------- | --------------- | --------------- | ---------- | ---------- | --------------- | --------------- | --------------- | ------------------ | ------------------ | ------------------ | ----------- | ----------- | ----------- | ------ | ------ |
| 2018-2019       | Tenerife        | SD              | 2          | 0          | CR              | -               | -               |                    | -                  | -                  |             | -           | -           | 2      | 0      |
| 2019-2020       | Tenerife        | SD              | 7          | 0          | CR              | 4               | 0               |                    | -                  | -                  |             | -           | -           | 11     | 0      |
| 2020-2021       | Tenerife        | SD              | 24         | 0          | CR              | 3               | 0               |                    | -                  | -                  |             | -           | -           | 27     | 0      |
| 2021-2022       | Tenerife        | SD              | 0          | 0          | CR              | 0               | 0               |                    | -                  | -                  |             | -           | -           | 0      | 0      |
| 2022-2023       | Tenerife        | SD              | 18         | 0          | CR              | 1               | 0               |                    | -                  | -                  |             | -           | -           | 19     | 0      |
| Totale Tenerife | Totale Tenerife | Totale Tenerife | 51         | 0          |                 | 8               | 0               |                    | -                  | -                  |             | -           | -           | 59     | 0      |
| Totale carriera | Totale carriera | Totale carriera | 51         | 0          |                 | 8               | 0               |                    | -                  | -                  |             | -           | -           | 59     | 0      |